# Riu Feather
El riu Feather (río de las Plumas, en castellà) és el principal afluent del riu Sacramento, a la vall de Sacramento, al nord de Califòrnia.
El llit principal del riu és de 114 km de longitud. La distància a la capçalera del seu tributari més llunyà és de 350 km. La seva conca hidrogràfica és de prop de 16 000 km².
El llit principal del riu Feather comença al llac Oroville, on quatre branques tributàries s'uneixen per formar el riu. Aquests i altres tributaris drenen tot el nord de Sierra Nevada als Estats Units i l'extrem sud de la serra de la Cascada, així com part de la vall del Sacramento.
El Sedum albomarginatum és una planta endèmica de la conca del riu Feather.